# Hemipodus armatus
Hemipodus armatus is een borstelworm uit de familie Glyceridae. Het lichaam van de worm bestaat uit een kop, een cilindrisch, gesegmenteerd lichaam en een staartstukje. De kop bestaat uit een prostomium (gedeelte voor de mondopening) en een peristomium (gedeelte rond de mond) en draagt gepaarde aanhangsels (palpen, antennen en cirri).
Hemipodus armatus werd in 1950 voor het eerst wetenschappelijk beschreven door Hartman.
1. ↑  Catalogue of Life - 2011 Annual Checklist :: Search all names. www.catalogueoflife.org. Gearchiveerd op 26 juli 2023. Geraadpleegd op 28 juni 2023.